# گنجشک (فیلم ۱۹۹۳)
گنجشک (ایتالیایی: Storia di una capinera) فیلمی به کارگردانی فرانکو زفیرلی است که در سال ۱۹۹۴ منتشر شد. از بازیگران آن می‌توان به آنجلا بتیس، ونسا ردگریو، والنتینا کورتس، فرانک فینلی و جان کستل اشاره کرد.